# Komplexy přechodných kovů s karbeny
Komplexy přechodných kovů s karbeny jsou organokovové sloučeniny obsahující dvojvazné organické ligandy patřící mezi karbeny; takovéto komplexy byly popsány u téměř všech přechodných kovů a je znám i velký počet způsobů jejich přípravy i jejich zapojení do reakcí. Označení ligandů jako karbenových je často jen formální, protože řada z nich není odvozena od karbenů a téměř žádný nevykazuje reaktivitu typickou pro karbeny. Často se popisují obecným vzorcem M=CR2, jedná se o přechodné sloučeniny mezi alkyly (-CR3) a karbyny (≡CR). Účastní se některých katalytických reakcí, jako jsou metateze alkenů, a příprav některých sloučenin.

## Rozdělení
Karbenové komplexy kovů se dělí na dvě skupiny. První jsou Fischerovy karbeny, pojmenované po Ernstu Ottu Fischerovi, u nichž jsou kovy silnými π-akceptory a karbenové atomy uhlíku mají elektrofilní vlastnosti. Schrockovy karbeny, které mají název po Richardu Schrockovi, se vyznačují větší nukleofilitou karbenových uhlíků; kovy v nich obvykle mívají vyšší oxidační čísla. V roce 1991 byly poprvé získány volné N-heterocyklické karbeny.
Komplexy karbenů mají široké rozpětí možných substituentů a reaktivit, často je nelze popsat z hlediska elektrofility či nukleofility.

### Fischerovy karbeny
Fischerovy karbeny většinou obsahují:
- kovová centra s nízkými oxidačními čísly[2]
- střední a pozdní přechodné kovy Fe0, Mo0, Cr0
- kovy chovající se jako akceptory π-elektronů z ligandů
- π-donorové substituenty, jako jsou alkoxy a alkylaminové skupiny.

Vazby v těchto karbenech jsou založeny na dodávání σ-elektronů z volných elektronových párů v zaplněných orbitalech karbenových uhlíků do prázdných d-orbitalů kovů a π-elektronů zaplněných d-orbitalů kovů do prázdných p-orbitalů uhlíkových atomů. Příkladem takového komplexu může být (CO)5Cr=C(NR2)Ph.
Fischerovy karbeny se podobají ketonům, protože karbenové uhlíky jsou u nich elektrofilní, podobně jako karbonylové uhlíky u ketonů. Stejně jako ketony mohou také Fischerovy karbeny vstupovat do reakcí podobajících se aldolovým. Atomy vodíku navázané na uhlík v poloze α vůči karbenovému uhlíku jsou kyselé a lze je odštěpit pomocí zásad, například n-butyllithia, čímž se vytváří nukleofily, které se mohou účastnit dalších reakcí.
Karbeny tohoto druhu jsou výchozími látkami například Wulffových–Dötzových reakcí.

### Schrockovy karbeny
Schrockovy karbeny nemají π-akceptorové ligandy a jejich karbenové atomy uhlíku jsou nukleofilní. Obvykle se vyznačují:
- vysokými oxidačními čísly kovových center
- přítomností raných přechodných kovů (například Ti4+, Ta5+)
- π-donorovými ligandy
- vodíkovými a alkylovými substituenty na karbenoidových uhlících.

Vazby v těchto komplexech se popisují jako spojení tripletových kovů a tripletových karbenů. Jsou polarizované vůči karbenům, což dodává karbenovým uhlíkům vlastnosti nukleofilů. Příkladem je sloučenina Ta(=C(H)But)(CH2Bu t
3 )3, jejíž tantaličné centrum je spojeno dvojnými vazbami s neopentylidenovým a třemi neopentylovými ligandy. V organické syntéze má využití Tebbeovo činidlo.

### N-heterocyklické karbeny

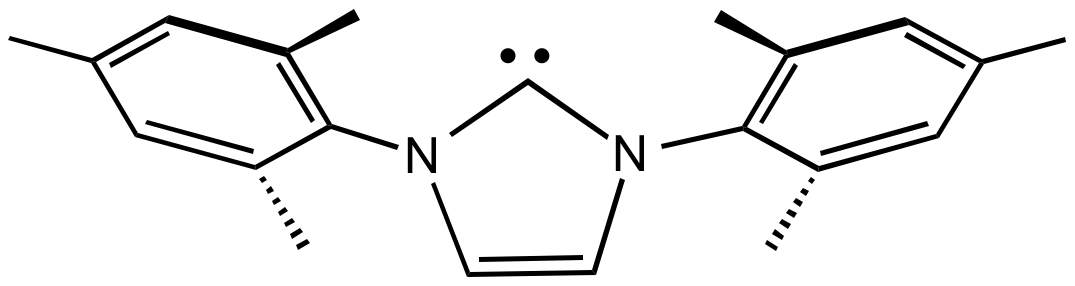
IMes je jedním z běžných 'N-heterocyklických karbenových ligandů.

N-heterocyklické karbeny jsou poměrně časté; připravují se snadněji než Schrockovy a Fischerovy karbeny. Řadu z nich lze izolovat jako volné ligandy. V důsledku silné stabilizace π-donorovými substituenty jsou dobrými σ-donory, ale jejich vazby π na kovy jsou slabé. Z těchto důvodů jsou u nich vazby mezi uhlíkem a kovem často popisovány jako jednoduché, zatímco u Fischerových a Schrockových karbenů jako dvojné. N-heterocyklické karbeny se často porovnávají s trialkylfosfiny. Podobně jako ony ovlivňují katalýzu kombinací elektronových a sterických efektů, ovšem na substráty se nenavazují přímo.
V laboratořích byly připraveny i karbeny bez navázaných ligandů.

### Karbenové radikály

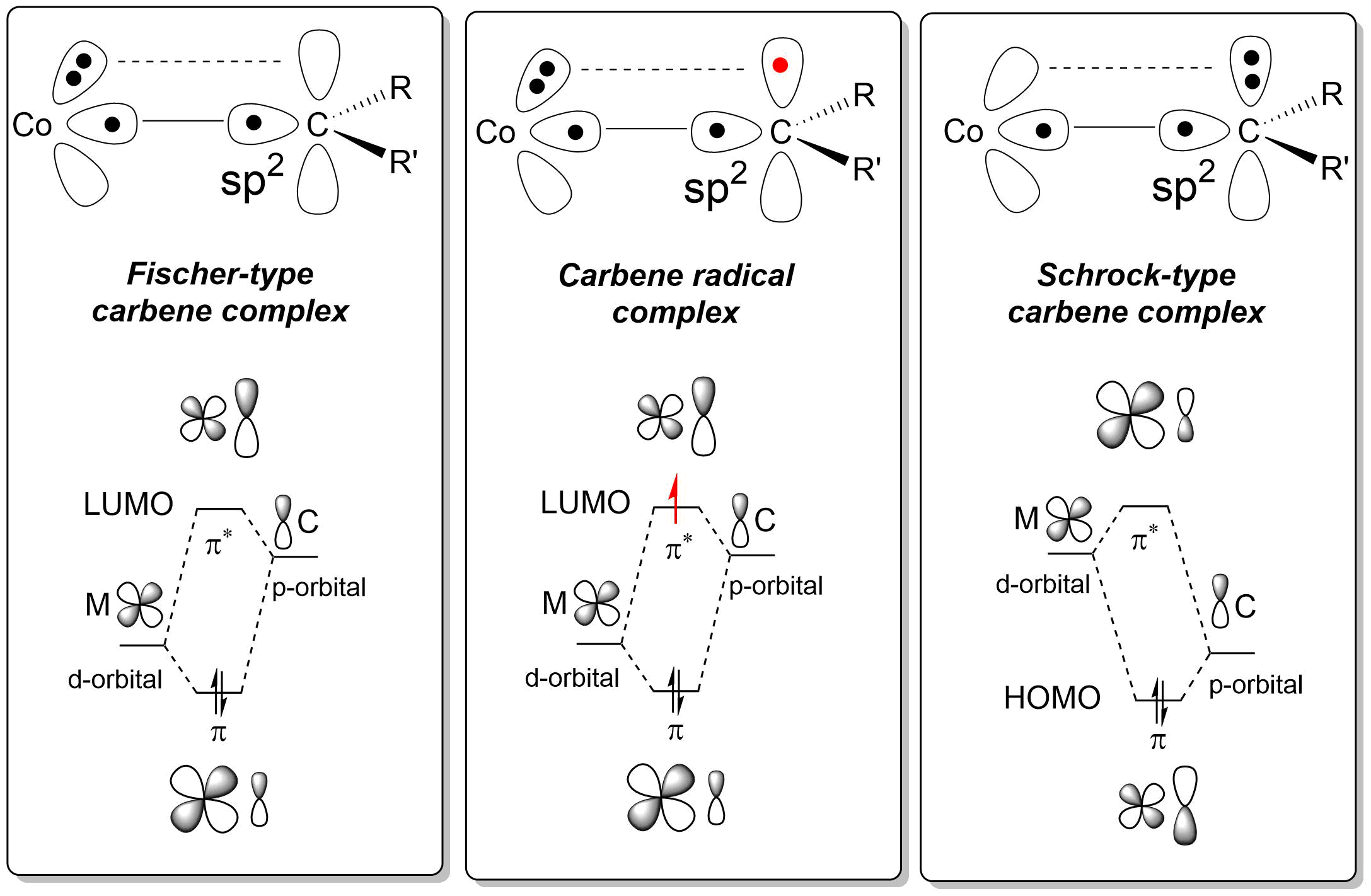
Vazby komplexů karbenových radikálů a jejich srovnání se Schrockovými a Fischerovými karbeny

Karbenové radikály jsou dlouhotrvajícími meziprodukty a vyznačují se:
- kovovými centry v nízkých oxidačních číslech, s d 2
z  orbitaly obsazenými jedním elektronem
- středními a pozdními přechodnými kovy, jakými jsou Co2+[14]
- jedná se o σ-donory a π-akceptory, jejichž ligandy obsahují π-akceptorové substituenty, jako například karbonylové nebo sulfonylové skupiny. Vazby v nich odpovídají svými vlastnostmi částečně Fischerovým a částečně Schrockovým karbenům.

## Použití
Hlavní využití karbenových komplexů kovů je v heterogenní katalýze metatezí alkenů, zahrnujících řadu podobných reakcí, kterými se navzájem přeměňují lehké alkeny, jako jsou buteny, propen a ethen. Karbenové komplexy jsou meziprodukty Fischerovy–Tropschovy syntézy. V laboratorních syntézách přírodních látek a v materiálových vědách se používá několik karbenových katalyzátorů, například Grubbsovy a molybden-imidové katalyzátory, ovšem významnější průmyslové využití nemají. Odštěpení methylových skupin z Fischerových karbenů může být využito k dalším reakcím, jako jsou nukleofilní substituce.
Diazosloučeniny, například methylfenyldiazoacetát, mohou cyklopropanovat organické substráty nebo se navazovat na jejich vazby C-H; tyto reakce bývají katalyzovány octanem rhodnatým nebo jeho chirálními deriváty a katalytické cykly probíhají pravděpodobně přes karbenové komplexy.

## Historie

První známý karbenový komplex, Čugajevova červená sůl, byl identifikován až desítky let po první přípravě.

Za počátek výzkumu karbenových komplexů se považuje příprava (CO)5W(COCH3Ph) v 60. letech 20. století, přestože byly přípravy karbenoidových ligandů oznámeny již dříve. Ernst Otto Fischer za tyto a další objevy v organokovové chemii v roce 1973 získal Nobelovu cenu za chemii.